# Bob Cooper
Bob Cooper, (Pittsburgh, 1925. december 6. – Hollywood, 1993. augusztus 5. vagy 1993. augusztus 6.) amerikai szaxofonos, oboás, hangszerelő, filmzeneszerző.

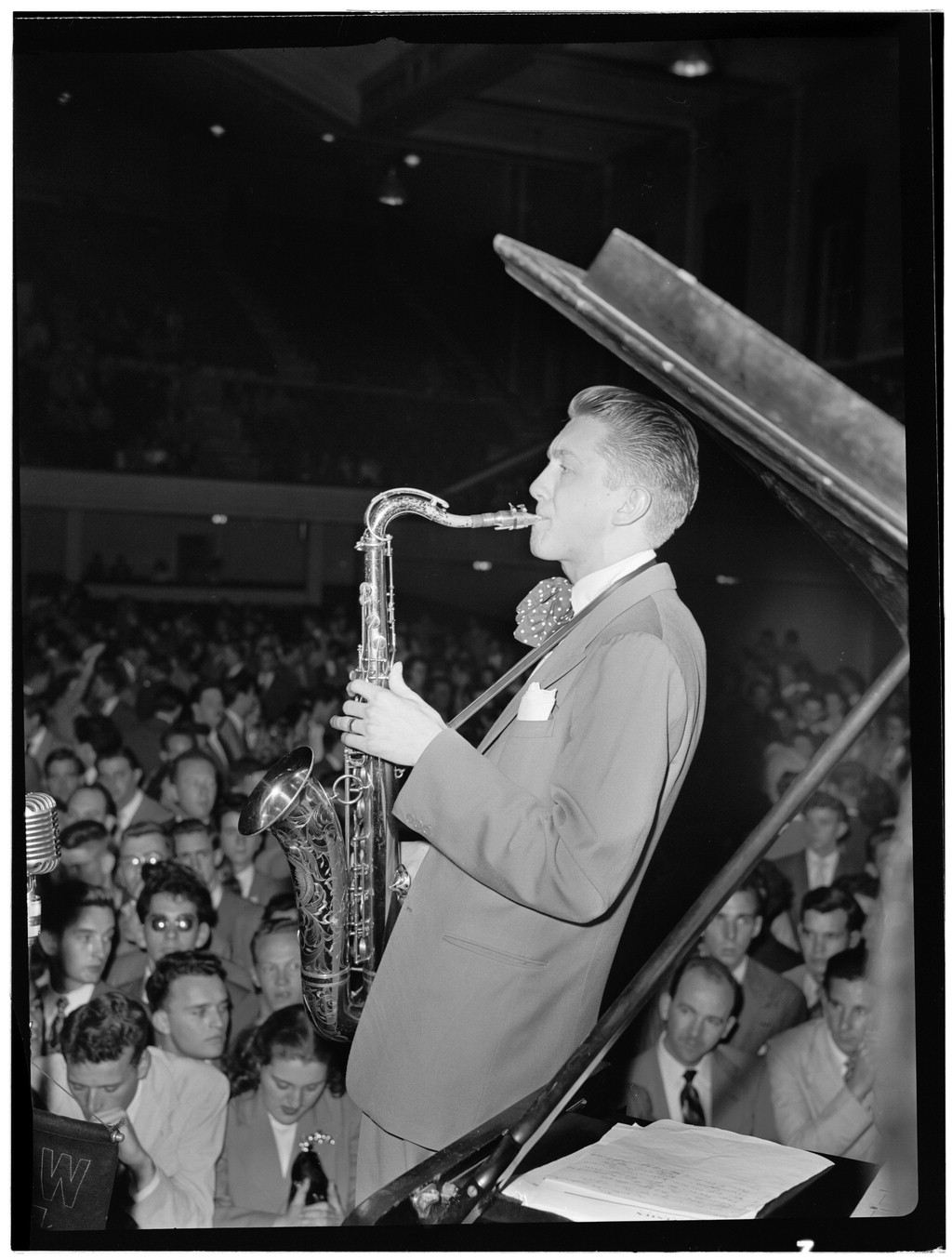
William P. Gottlieb fotója, 1947/48

## Pályafutása
Cooper 1940-ben klarinétozni, 1941-ben tenorszaxofonozni tanult meg. Stan Kenton zenekarában vált ismertté. Kentonnál 1945 és 1951 között szaxofonosozott. Ebben az időben vette feleségül June Christy énekesnőt.
1952 és 1962 között a Lighthouse All Stars tagjaként Shorty Rogersszel, Pete Rugolo-val, Bud Shankkel, és persze June Christyvel, valamint Jimmy Giuffre-ral is fellépett. Részt vett az Ella Fitzgerald Sings the Cole Porter Songbook lemez felvételein is.
1955-ben a Shelly Manne & His Men együttes alapító tagja volt. 1957-ben és 1958-ban Bud Shankkal turnézott Európában. Olyan zenészekkel játszott, mint: Zoller Attila, Albert Mangelsdorff és Gary Peacock. 1959-ben Cooper a Lighthouse Music lemezkiadó partnere lett. Írt egy darabot Zene szaxofonokra és szimfonikus zenekarra (1963), valamint film- és tévéfilm-zenéket.
Az 1960-as évek közepétől stúdiózenészvolt. Később Frank Capp, Nat Pierce és Bob Florence zenekaraival lépett fel. Ezt követően ismét együtt dolgozott a Shorty Rogers-szel és a Lighthouse All Starsszal.
- Cooper volt az első dzsesszzenész, akit lenyűgözött az oboa.

## Albumok

### Zenekarvezető
- The Bob Cooper Sextet (1954)
- Shifting Winds (1955)
- Flute 'n Oboe (1957) with Bud Shank
- Milano Blues (1957)
- Coop! The Music of Bob Cooper (1958)
- The Swing's to TV (1958) with Bud Shank
- Blowin' Country (1959) with Bud Shank
- Tenor Sax Jazz Impressions (1979)
- The Music of Michel Legrand (1980) with Mike Wofford, Tom Azarello, Jim Plank
- In a Mellotone (1985) with the Snooky Young Sextet featuring Ernie Andrews
- At The Royal Palms Inn (1993) with Carl Fontana

### Stan Kenton
- Stan Kenton's Milestones (1943-47)
- Stan Kenton Classics (1944-47)
- Artistry in Rhythm (1946)
- Encores (1947)
- A Presentation of Progressive Jazz (1947)
- Innovations in Modern Music (1950)
- Stan Kenton Presents (1950)
- City of Glass (1951)
- Popular Favorites by Stan Kenton (1953)
- This Modern World (1953)
- The Kenton Era (1940–54)
- The Innovations Orchestra (1950-51; 1997)
- Stan Kenton Conducts the Los Angeles Neophonic Orchestra (1965)
- Hair (1969)

## Filmek
- https://www.imdb.com/name/nm0177892/

## Fordítás
Ez a szócikk részben vagy egészben  a   Bob Cooper című német Wikipédia-szócikk ezen változatának fordításán alapul.  Az eredeti cikk szerkesztőit annak laptörténete sorolja fel. Ez a jelzés csupán a megfogalmazás eredetét és a szerzői jogokat jelzi, nem szolgál a cikkben szereplő információk forrásmegjelöléseként.